# Giljarovia rossica
Giljarovia rossica is een hooiwagen uit de familie aardhooiwagens (Nemastomatidae).